# At Any Cost
At Any Cost (titulado: A cualquier costo en Argentina y Sin escrúpulos en España) es un telefilme estadounidense de drama de 2000, dirigido por Charles Winkler, escrito por Roderick Taylor y Bruce A. Taylor, musicalizado por Joel Goldsmith, en la fotografía estuvo Robert Steadman y los protagonistas son Michael J. Bevan, Eddie Mills y Glenn Quinn, entre otros. Este largometraje fue realizado por Charter Films Inc., Meteor 17 y Wilshire Court Productions; se estrenó el 16 de agosto de 2000.

## Sinopsis
Trata acerca de dos hermanos que junto a su mejor amigo arman una banda de rock, ellos pretenden tener éxito en la ciudad de Los Ángeles.